# Roztoky u Jilemnice
Roztoky u Jilemnice – gmina w Czechach, w powiecie Semily, w kraju libereckim. Według danych z dnia 1 stycznia 2013 liczyła 998 mieszkańców.